# Babaçulândia
Babaçulândia este un oraș în Tocantins (TO), Brazilia. Are o poulație de 11.116 locuitori (2005) și o suprafață de 1,788 km².